# 趙汝談
趙汝談（？-1237）字履常，號南塘，南宋文人、儒學家、宗室，宋太宗八世孫，官至刑部尚書。參知政事施師點是其岳父。他與宗室趙汝愚一樣是少數在《宋史》中不並列于宗室列傳的宋朝宗室之一。

## 生平
趙汝談生年不詳。為趙汝讜之兄。十五時歲憑藉祖父的功績得到了將仕郎的散官官位。淳熙十一年（1184），趙汝談進士登第。由此得到丞相周必大的賞識。隨後，趙汝談歷任汀州、廣德軍教授、江西安撫司幹辦公事。這時的趙氏幫助朱熹修訂了十多條有疑義的文字，得到了朱熹的讚賞。此後，汝談擔任過安慶府教授、浙東安撫司幹辦公事、嘉興府通判、湖北提舉常平、溫州知府、江西提舉常平。这期间，赵汝谈因忤逆韩侂胄而遭驱逐。后来，他参与了史弥远谋杀韩氏的政变。端平元年（1234），蒙召出任禮部郎中，兼直學士院、同修國史院同修撰，與真德秀共同負責撰寫制誥文，時稱“二妙”。後汝談升為宗正少卿、禮部侍郎、給事中、刑部尚書。卒于嘉熙元年。景定四年，朝廷賜予謚號“文懿”。元代方回在《瀛奎律髓》卷二十中論及趙汝談稱：“（趙汝談）詩文俱高，尤精四六、跋語”。汝谈曾经跟随叶适学习，对于伪古文尚书持激进的怀疑态度。

## 著作
- 《南塘易說》三卷《南塘書說》二卷（收錄於《直齋書錄解題》，見于《宋史·藝文志》）
- 《荀子注》及《南塘集》九卷（收錄于黃虞稷《千頃堂書目》）
- 《南塘文集》一冊（收錄于孫能傳《內閣藏書目錄》）
- 《南塘四六》一卷（收錄于《四庫全書總目》）
- 《全宋詩》中收錄趙汝談所作詩共計十一題十五首，後又經訂補增加了四題十七首。[6]

## 诗作
宋代刘瑄《诗苑众芳》载赵汝谈诗《寄赵昌父》：
杨柳风吹神雨晴，樱桃花发野塘春。
归来依旧青山好，白发看山有几人？

## 延伸阅读
[在维基数据编辑]
 《宋史·卷413》，出自脱脱《宋史》